# Hinteri Egg
Hinteri Egg är en bergstopp i Schweiz.   Den ligger i distriktet Bezirk Waldenburg och kantonen Basel-Landschaft, i den centrala delen av landet, 50 km norr om huvudstaden Bern. Toppen på Hinteri Egg är 1 169 meter över havet, eller 179 meter över den omgivande terrängen. Bredden vid basen är 1,9 km.
Terrängen runt Hinteri Egg är huvudsakligen kuperad. Runt Hinteri Egg är det ganska tätbefolkat, med 72 invånare per kvadratkilometer.. Närmaste större samhälle är Balsthal, 6,4 km söder om Hinteri Egg. 
I omgivningarna runt Hinteri Egg växer i huvudsak blandskog.